# Porzecze, Hạt Myślibórz
Porzecze [pɔˈʐɛt͡ʂɛ] (tiếng Đức: Hälse) là một ngôi làng thuộc khu hành chính của Gmina Boleszkowice, thuộc quận Myślibórz, West Pomeranian Voivodeship, ở phía tây bắc Ba Lan, gần biên giới Đức. Nó nằm khoảng 7 kilômét (4 mi) phía tây nam Boleszkowice, 38 km (24 mi) phía tây nam Myślibórz và 82 km (51 mi) phía nam thủ đô khu vực Szczecin.